# Onitis lobipes
Onitis lobipes là một loài bọ cánh cứng trong họ Bọ hung (Scarabaeidae).